# Princeps pastorum
Mit eindringlichen Worten weist Papst Johannes XXIII. in seiner Missionsenzyklika Princeps pastorum („der oberste Hirte“) vom 28. November 1959 auf die Bedeutung der Missionsarbeit hin. Dabei komme sowohl dem einheimischen Klerus wie auch den Laien eine jeweils tragende Rolle zu.

## Studium der Missionswissenschaft
Das Hauptanliegen des Apostolischen Stuhls in der Erziehung und Ausbildung der Priester war die Durchführung des Studiums der Missionswissenschaften. Auf die Aufnahme in die Priesterausbildung wurde gedrängt und diese dringendst angeraten. Die Ausbildung müsse unbedingt die ganze, rechtgläubige, überlieferte Lehre der Kirche umfassen, und den Geist der Studenten aufschließen und schärfen sowie die Beurteilung ihrer heimatlichen Kultur, hauptsächlich in Bezug auf die Philosophie, die Theologie und ihr Verhältnis, so dass die christlichen Religion erkannt werden solle.

## Über den Missionsauftrag des einheimischen Klerus
Der einheimische Klerus müsse sich in eine besondere Pflicht üben, sie seien es, die mit Nachdruck die Missionstätigkeit vorantreiben könnten. Sie seien es aber auch, die im Auftrag und „Geschenk des Glaubens“ mit einem guten Beispiel vorangehen müssten. Er ruft deshalb die Diözesanbischöfe nochmals auf, Priester in die Mission zu entsenden, auch wenn der Priesterstand im eigenen Bistum gering sei. Der lokale Klerus, so schrieb Johannes XXIII., müsse zur Verantwortung erzogen werden, er müsse erkennen, dass die Missionsarbeit eine wichtige und dringende Aufgabe der Kirche sei.

## Kirche und Kulturen
Wie seine Vorgänger erklärt Johannes XXIII., dass die Kulturen der Missionsländer zu achten seien, es sei notwendig, in der Priesterausbildung diese fremden Kulturen zu lehren. Die Kulturen dürfen weder abgelehnt, noch verachtet werden. Deshalb müssen die Priester mit Herz und Verstand in die Missionsarbeit entlassen werden und diese Verantwortung obliegt den entsendenden Bischöfen.

## Ankündigung der Laienbeteiligung
Nach der Erklärung über die Schwierigkeit der Missionsarbeit, den Priestermangel und die Erfüllung der christlichen Mission und Evangelisierung zieht der Papst in Erwägung, geeignete Laien in die Missionstätigkeit einzubinden. Voraussetzung hierzu sei allerdings, wie auch bei den Priestern, eine gezielte und gute Ausbildung. Es solle aber nicht die Statistik herangezogen werden, um den zahlenmäßigen Mangel zu beheben, vielmehr sollen die „Auserwählten“ gut ausgebildet sein, fest im Glauben verankert und in der Lage sein, Gottes Wort zu verbreiten. Sie sollen auch kein Hilfspersonal werden, sondern in der gleichen Verantwortung, was das Aufgabenspektrum angeht, stehen. Der pastorale Auftrag verbleibt demnach selbstverständlich bei den dafür ausgebildeten Priestern.